# Clavulina amethystina
Clavulina amethystina é uma espécie de fungo pertencente à família Clavulinaceae.